# Терри, Кларк
Кларк Терри (англ. Clark Terry; 14 декабря 1920, Сент-Луис, штат Миссури, США — 21 февраля 2015, Пайн-Блафф, штат Арканзас) — американский джазовый трубач. Неоценимый опыт овладения мастерством игры на трубе получил, играя в различных коллективах, но разработал свою превосходную методику игры, уже находясь на военной службе в Военно-морском флоте США.

## Биография
После завершения прохождения военной службы Кларк Терри продолжил свою музыкальную карьеру играя вместе с Чарли Барнетом, а затем присоединился к коллективу Каунта Бэйси, в составе которого Кларк работал в течение трёх лет до 1951 года.
В том же году Кларк Терри начинает своё сотрудничество с Дюком Эллингтоном, которое продлится восемь лет. Затем он начинает играть в коллективе «Doc Severinsen band» на протяжении десяти лет.
В период этого времени Кларк Терри продолжал играть джаз в различных коллективах, выступать в клубах и записываться в студиях. Кларк Терри работал со многими известными артистами включая Bob Brookmeyer, J.J. Johnson и многими другими. А также возглавлял группу «Big B-A-D Band».
В течение 1970-х и 1980-х годов Кларк Терри осуществил несколько гастрольных туров, а также концертов, выступлений на различных фестивалях по всему миру.
В 2013 году Кларк Терри был введён в Сент-Луисскую «Аллею славы».